# Bommi Baumann
Michael „Bommi“ Baumann (* 25. August 1947 in Berlin-Lichtenberg; † 19. Juli 2016 in Berlin-Friedrichshain) war Mitbegründer der terroristischen Vereinigung Bewegung 2. Juni. Er war eine der zentralen Figuren der zunehmend gewaltbereiten linksradikalen Szene West-Berlins, die sich aus der 68er-Bewegung entwickelt hatte.

## Leben

### Kindheit und frühe Jugend
Michael Baumann wurde im Berliner Bezirk Lichtenberg geboren. Er war gelernter Betonbauer und Sohn überzeugter Nationalsozialisten und Hitleranhänger. Seinen Spitznamen erhielt er schon als Schüler nach der Aquavitmarke Bommerlunder. Nach eigener Aussage war Baumann vor Aufkommen der APO (Außerparlamentarische Opposition) ein „ganz normaler Mensch, ein vollkommen angepasster Schüler eben“. Nach der Volksschule begann er eine Lehre zum Betonbauer, die er aber 1965 vorzeitig abbrach. Anschließend schlug er sich mit verschiedensten kleinen Jobs durch. Vor allem über die Musik hörte Baumann dann auf, „konform“ zu leben. Er ließ sich lange Haare wachsen und traf sich mit Gleichgesinnten an der Gedächtniskirche und anderen Orten, die von vielen abschätzig „Gammlertreffs“ bzw. die sich dort Treffenden selbst „Gammler“ genannt wurden. Auch Baumanns exzessiver Drogenkonsum begann zu dieser Zeit.

### Subkultur, Politik und Terror
Erste politische Aktivitäten
Wegen seiner entstandenen Auflehnung gegenüber der bürgerlichen Gesellschaft, ihrer Einschnitte und Regeln bezog Baumann immer mehr auch politische Opposition z. B. gegen die Berichterstattung des Springerverlags, die sich auch unmittelbar gegen die „Gammler“ richtete. Ab 1966 besuchte Baumann die Abendschule „Gabbe“, über die er schließlich die ersten Kontakte zu Mitgliedern des SDS (Sozialistischer Deutscher Studentenbund) knüpfte; Ende selben Jahres stieß er selbst zum SDS. Während ihn „dieses reine Studententum, diese reinen Bücherwürmer“ gelangweilt haben, sprachen ihn hingegen der Lebensstil und die Vorstellungen der K1 (Kommune I) sehr an.
Kommune I und Wielandkommune
Generell wurde zu dieser Zeit innerhalb der Linken viel darüber diskutiert, inwiefern der Einsatz von Gewalt in Form von „direkten Aktionen“ seine Legitimation findet. Baumann hielt Gewalt schon sehr früh „für ein adäquates Mittel […]“, bei welchem er „[…] nie Hemmungen gehabt habe.“ Damit wurde er sogar innerhalb der radikalen K1 zu einer der radikaleren Stimmen. Dies zeigte sich schließlich 1968 in seiner Reifenstecheraktion, bei der er in einer bürgerlichen Siedlung, die auch als „Polizistensiedlung“ abgestempelt war, die Reifen von über 100 Autos zerstach. Angetrunken wurde Baumann schließlich erwischt. Vor Gericht sagte er aus, es sei „eine spontane Sache […]“ gewesen, da sich bei ihm „[…] seine ganze Abneigung zu diesem Firlefanz“ entladen habe. Er wurde letztendlich zu einer neun-monatigen Haftstrafe verurteilt, welche er nicht antrat, und musste den entstandenen Schaden bezahlen.
Bereits der tödliche Schuss eines Polizisten auf den Studenten Benno Ohnesorg am 2. Juni 1967 hatte einiges in Baumann bewegt, das Attentat auf Rudi Dutschke am 11. April 1968 allerdings traf ihn nochmal härter, da Baumann sowohl persönlich als auch politisch viel von ihm hielt, und stellte für ihn und viele andere eine Änderung des politischen Umgangs dar, da man sich dadurch innerhalb der Szene zunehmend radikalisierte. Am selben Abend noch wurde vor dem Springerwerk in der Kochstraße in West-Berlin und vielen anderen west-deutschen Städten demonstriert, da man der Berichterstattung der Mainstreammedien und allen voran der Bild eine Mitschuld am Attentat gab. In seinem Buch schrieb Baumann später: „Die Kugel war genauso gegen dich, da haben sie das erste Mal nun voll auf dich geschossen. […] Da war nun natürlich klar, jetzt zuhauen und kein Pardon mehr geben.“
Baumann glaubte zu dieser Zeit, dass eine Revolution nur eine Chance habe, wenn es zu den Massen eine entschlossene Gruppe gibt, die die Bewegung durch Terror unterstützt. Die Kommune I ist etwas später in die Stephanstraße umgesiedelt. Allerdings entdeckten zu dieser Zeit die Mitglieder die Drogen für sich und da Baumann diese als zentrales Thema bereits abgehakt hatte und für ihn Terrorismus in den Fokus rückte, wohnte er in der „neuen“ Kommune nicht mehr.
Danach fanden schon einzelne kleinere Aktionen statt, bei denen „hier mal ein Molli (Molotowcocktail) reingeflogen ist und da schon mal was passiert ist“. Allgemein begannen mehrere Leute, Gewalt als legitimes Mittel zu sehen. Es bildete sich ein Kreis um die Wielandkommune, die allgemein eine offenere Gruppe war und in der das Kommuneleben viel intensiver praktiziert wurde. Man finanzierte sich durch Ladendiebstähle, Überfälle und Raubdrucke anarchistischer Schriften und Werke. Innerhalb der Kommune wurde dann begonnen, eine „erste Keimzelle für Stadtguerilla zu schaffen.“ Man begann, Bomben zu bauen und mit ähnlichen Gruppen für technische und logistische Zwecke zusammenzuarbeiten. Bei etlichen Hausdurchsuchungen und Razzien wurden vermehrt Personen aus Kommunen und ähnlichen Gruppen festgenommen. Außerdem wurden oft Demonstrationen für deren Freiheit veranstaltet, die regelmäßig zu Straßenschlachten ausarteten. Das hob bei vielen die Militanz und die Gewaltbereitschaft, sodass der Anteil derer, die Gewalt akzeptierten, ebenso anstieg wie der derer, die selbst gewalttätig wurden.
Haschrebellen, Tupamaros West-Berlin und Bewegung 2. Juni
Nach der Auflösung der Wielandkommune wegen Uneinigkeiten über das weitere Vorgehen gründete der militante Kreis der Kommune 1969 den „Zentralrat der umherschweifenden Haschrebellen“. Es wurden Treffen, „Smoke-Ins“, Demonstrationen und allgemein kleinere Aktionen organisiert, jedoch alles sehr vage in der Ausführung und offen in der Handhabung. Abgesehen von Baumann ging der größere Teil des Kerns der Gruppe dann nach Jordanien, um sich dort einer militärischen Ausbildung durch palästinensische Guerillas zu unterziehen. Der Aufenthalt in Jordanien war offenbar so prägend, dass sofort nach der Rückkehr der Gruppe mit dem bewaffneten Kampf begonnen werden sollte. Baumann und einige weitere gründeten die Tupamaros West-Berlin (TW), welche sich personell erst mal wenig von den Haschrebellen unterschieden, sich allerdings sowohl bezüglich der Gruppenstruktur als auch der konkreten Aktionen und Ziele stark von ihnen abhoben.
Am Jahrestag der Reichspogromnacht 1969 im Jüdischen Gemeindehaus wurde eine Bombe gelegt, um mit einem erklärenden Flugblatt auf von der Gruppe so gesehene Probleme im Nahen Osten aufmerksam zu machen. Täter war Albert Fichter, Planer und Initiator Dieter Kunzelmann. Der Zünder versagte jedoch. Es gab einige weitere kleine Anschläge und schließlich den Überfall auf den Quick-Reporter Horst Rieck, da dieser einen „ganz bösartigen Artikel geschrieben und den letzten Dreck über die Leute verbreitet [habe]“, bei dem dieser in seiner Wohnung zusammengeschlagen wurde. Durch ein schnelles Alarmieren der Polizei durch die Nachbarn wurden Baumann und eine Hand voll weiterer der Gruppe verhaftet.
Nachdem nach Baumann wegen anderer Delikte und Taten eh schon gefahndet worden war und noch eine weitere Haftstrafe gegen ihn ausstand, saß Baumann infolgedessen eineinhalb Jahre in den Gefängnissen Moabit und Plötzensee. Baumann war der einzige, der eine Haftstrafe bekam, die über das Maß von ein paar Wochen hinausging. Während seiner Haftzeit erlangte Baumann dann mehr mediale Aufmerksamkeit und allgemeine Bekanntheit und wurde von vielen als der „Chef von TW und Haschrebellen“ angesehen. Da Baumann damals der einzige Gefangene der linksradikalen Szene in West-Berlin war, wurde die Stadt mit Parolen wie „Free Bommi“ oder „Freiheit für Bommi“ geradezu zugepflastert. Der heute noch bekannte Ausdruck „Macht kaputt was euch kaputt macht“ wurde auch im Zusammenhang mit genannten Plakaten erstmals bekannt.
Im Sommer 1971, nach knapp 16 Monaten Haft, fand der Prozess von Baumann, von Rauch und Weisbecker statt, bei dem bis auf von Rauch beide freigesprochen wurden. Von Rauch war aber aufgrund einer zuvor verhafteten Bekannten, welche diesen verraten und damit schwer belastet hatte, zu einer Haftstrafe von rund zehn Jahren verurteilt worden. Während des Prozesses, welcher über mehrere Tage ging, überlegte man sich, dass Weisbecker und von Rauch – welche sich optisch aufgrund dunkler, lockiger Haare und eines langen Barts ähnlich sahen – nach der Urteilsverkündung die Rollen tauschen. So verließen Baumann und der eigentlich verurteilte von Rauch den Gerichtssaal und der eigentlich freigesprochene Weisbecker ließ sich abführen. Einige Zeit später gab dieser jedoch seine wahre Identität preis und musste ebenfalls freigelassen werden, bevor auch nach diesem wieder wegen Gefangenenbefreiung gefahndet wurde, nun bereits aber wieder untergetaucht.

### Abkehr vom Terrorismus und Flucht
Bei der Umsetzung eines gestohlenen – und von der Polizei beobachteten – Fahrzeugs vom Berliner Winterfeldtplatz versuchte die Polizei, von Rauch festzunehmen. Dieser wurde dabei – neben Baumann stehend – erschossen, nachdem dieser das Feuer auf die Beamten eröffnete. Dies unterstrich Baumann selbst in seinem Spiegel-Interview im Februar 1974. Auf die Frage, wer zuerst geschossen hätte, antwortete er: „Klar Georg, aber geschossen wurde fast gleichzeitig.“ Ein Jahr später schrieb er in seiner Autobiographie, dass er nicht mehr wisse, „wer die Knarre zuerst gezogen hat.“ Des Weiteren kritisierte er, dass die Linke davon ausginge, von Rauch hätte die Waffe überhaupt nicht gezogen. Man versuchte sie in die Opferrolle zu stecken, obwohl sie das nicht waren und auch nicht sein wollten. „Er war genau der Typ, der gesagt hat, ‚Klar schießen wir!‘ […] Mein Bruder ist im Kampf gefallen, für die Sache, für die Leute, die mit den roten Fahnen auf die Straße gehen. Dafür ist er im Kampf gefallen, mit der Waffe in der Hand. Als so einen Anarchisten sollen sie ihn sehen und nicht als christlichen Märtyrer!“
Wenige Monate später starb zuerst der als Hausmeister tätige Bootsbauer Erwin Beelitz durch eine von Baumann mitgebaute Bombe im Britischen Yachtclub in Berlin-Gatow, die eigentlich nur Sachschaden anrichten sollte, und dann einen weiteren Monat später Baumanns Freund Thomas Weisbecker. Diesem waren Polizisten auf die Schliche gekommen und wollten ihn festnehmen. Dabei wurde Weisbecker allerdings mit einem Schuss ins Herz tödlich verwundet. Nach späteren Angaben der Polizisten soll dies aus Notwehr geschehen sein, da Weisbecker anscheinend auch seine Waffe ziehen wollte. Diese Ereignisse bewogen Baumann dazu, sich von der Terror-Szene zu lösen.
Ab 1972 begann seine Flucht durch verschiedene Länder, unter anderem Syrien, Iran, Afghanistan und Indien. In einem vielbeachteten Interview mit dem Titel Freunde, schmeißt die Knarre weg erklärte er 1974 aus dem Untergrund im Magazin Der Spiegel, dass er Gewalt als Irrweg erkannt habe, und forderte seine ehemaligen Mitstreiter zur Aufgabe der Gewalt auf. Da er einige von ihnen für die Bewegung 2. Juni rekrutiert habe, zum Beispiel Verena Becker, sei er ihnen dies schuldig.
Haft und Publikationen
Im Februar 1981 verhaftete Scotland Yard Baumann in einem besetzten Haus im Londoner Stadtteil Hackney. Ein halbes Jahr später verurteilte das Landgericht Berlin ihn wegen zweier Banküberfälle und eines Bombenanschlags auf das Landeskriminalamt Berlin zu einer Freiheitsstrafe von fünf Jahren und zwei Monaten.
Im Gefängnis schrieb er eine weitere autobiografische Schrift, die nach seiner Freilassung erschien.
In seinem letzten Buch Rausch und Terror, einem 2008 erschienenen „politischen Erlebnisbericht“, bekannte Baumann, von 1967 bis 1993 opiatabhängig gewesen zu sein.
Aussagen in Stasi-Haft
In seinem 1987 veröffentlichten Buch Hi Ho – Wer nicht weggeht, kommt nicht wieder berichtete Baumann, 1973 in Berlin von der Stasi verhaftet und sechs Wochen lang verhört worden zu sein.
1998 wurde bekannt, dass er dabei in insgesamt 114 Stunden viel seines Insiderwissens weitergegeben hatte. Es existieren 165 Seiten Vernehmungsprotokolle. Außerdem verfasste er auf Verlangen seiner Vernehmer in der Haft einen 125-seitigen handgeschriebenen Bericht über insgesamt 94 Personen des bewaffneten Kampfes in Westdeutschland. Darin berichtete er von Überfällen, Anschlägen, sexuellen Präferenzen und technischen Details (z. B. Waffenkaliber). Dabei hatte er unter anderem den RAF-Mitgründer Andreas Baader als „Schaumschläger mit brutalem Verhalten gegenüber Gruppenmitgliedern“ und als „Spinner mit völlig infantilem Verhalten“ bezeichnet. Nachdem dies bekannt geworden war, wurde Baumann mit Vorwürfen konfrontiert, er habe seine Genossen verraten. Der 1973 in Westdeutschland polizeilich gesuchte und von einer langen Haftstrafe bedrohte Baumann sagte dazu: „Die hätten mich sonst in den Westen abgeschoben oder einfach versauern lassen. Und gegen den Stasi-Knast waren die Gefängnisse, die ich aus West-Berlin kannte, reine Erholungsheime.“ Die Ex-RAF-Terroristin Astrid Proll äußerte, Baumanns Aussagen hätten niemandem geschadet. Andere Ehemalige äußerten sich kritischer mit dem Tenor, Baumann habe sich freikaufen wollen. Bei einzelnen Betroffenen entschuldigte Baumann sich später für seine Aussagen.

### Tod
Im Juni 2011 gab er im Prozess gegen Verena Becker an, seinen Drogenkonsum 2008 wieder aufgenommen zu haben, und antwortete auf Nachfrage des Staatsanwalts zu den Gründen: „Wegen meiner geringen Lebenserwartung habe ich mir gesagt, jetzt kommt es auch nicht mehr drauf an. Irgend’n Hobby hat schließlich jeder.“
Durch seinen langjährigen Drogenkonsum war Baumann gesundheitlich angeschlagen, musste immer wieder medizinisch behandelt werden und litt an Hepatitis C. Er starb mit 68 Jahren in seiner Wohnung in Berlin-Friedrichshain.

## Ansichten

### Frühe gesellschaftspolitische Ansichten
Baumann wollte schon als Jugendlicher kein funktionierender Teil der Gesellschaft mehr sein, er entwickelte einen Hass und einen Abscheu auf die bürgerliche Welt. Während seiner Ausbildungszeit noch, als er mit dem Bus zur Arbeit fuhr, fiel ihm beispielsweise die Auslegung des ganzen Lebens nach Arbeit für Profit anderer auf, die sich in den unzähligen Fabriken und noch mehr unzählbaren Arbeitern äußerte. „Fabrikanhäufungen sind Ansammlungen von Hässlichkeit. […] Solange ich denken kann, geht mir das auf den Geist.“, schrieb er. „Der Blick raus (aus dem Bus auf dem Weg zur Arbeit) hat mich schon immer fertig gemacht, wenn du die Leute ankiekst, die fahlen Gesichter, bei denen halt auch nichts mehr abläuft.“ Baumann selbst fand an Handwerk zuerst durchaus immer Spaß, aber „in der Art Arbeit, die du da machst, kannst du ja keinen Sinn sehen. […] Es fördert in dir nur die Unlust. Ich habe dann gedacht, wie lange willst du diesen Stumpfsinn noch mitmachen? Für irgendeine Altersversicherung oder Rente oder so? Das ist ja eh Irrsinn. Ich lebe ja jetzt, ich bin ja jetzt jung. Später können wir ja immer noch sehen.“

### Geistige Wurzeln
1975 veröffentlichte er (noch als steckbrieflich Gesuchter) ein seine Haltung verteidigendes Buch mit dem Titel Wie alles anfing. Darin ging er auf seine geistigen Väter ein, schilderte seine Entwicklung zum „Stadtguerillero“ nach dem Vorbild der Tupamaros in Uruguay und setzte sich kritisch mit dem bewaffneten Kampf auseinander. Diese Ausgabe im Münchner Trikont-Verlag wurde nach dem Erscheinen wegen vermuteten „Aufrufs zur Gewalt“ bei einer bundesweiten Durchsuchungsaktion am 24. November 1975 polizeilich beschlagnahmt. 1976 schlossen sich mehr als 300 teilweise prominente Linke, darunter Schriftsteller und Verleger, aus mehreren europäischen Ländern zusammen, die dies als Zensur kritisierten. Sie gaben eine unveränderte Neuausgabe heraus, die ohne Probleme verkauft werden konnte.

### Post-terroristische Ansichten
Baumann vertrat später bestimmte Thesen zu den Ursprüngen des deutschen Terrorismus der 1970er und 1980er Jahre. Dabei ging er vor allem von der bis heute ungeklärten Rolle des Verfassungsschutz-V-Manns Peter Urbach aus, der Ende der 1960er Jahre erwiesenermaßen als Agent provocateur zahlreiche Bomben und Waffen an die Studenten- und Anarchoszene in West-Berlin lieferte, darunter an Baumann selbst sowie an Gründungsmitglieder der Rote Armee Fraktion wie Horst Mahler und Andreas Baader.
Baumann behauptete 1975 in seinem Buch Wie alles anfing, dass der Verfassungsschutz anlässlich des Nixon-Besuchs 1969 in West-Berlin den Haschrebellen „über Urbach die Bombe in die Hand gedrückt“ hätte. „Das haben wir in der Zeit gar nicht übersehen, da waren wir Handlanger einer ganz bestimmten Bullenstrategie“. In seinen letzten Jahren äußerte er sich zur vermuteten Verstrickung von Geheimdiensten mit dem linken Terrorismus verstärkt in der Öffentlichkeit. Er nahm in diesem Zusammenhang auch zweimal als Referent an Veranstaltungen des Querfront-Magazins Compact des Journalisten Jürgen Elsässer teil.
Der Politologe Wolfgang Kraushaar und der Historiker Gerd Koenen haben Baumanns These einer „Fremdsteuerung“ des linken Terrorismus explizit widersprochen, stellten jedoch beide fest, dass es über Urbach einen bis heute ungeklärten Einfluss des Staates in der Frühphase terroristischer Gruppen gab, der dringend aufgeklärt werden müsse.
Baumann gab – nach eigener Auskunft – Kraushaar 2002 den entscheidenden Hinweis, der diesem zur Aufklärung des versuchten Brandanschlags auf das Jüdische Gemeindehaus in der Fasanenstraße in Berlin am 9. November 1969 verhalf. Der seitdem maßgeblich von Kraushaar in mehreren Schriften und Vorträgen vertretenen These, die militante Linke sei in wesentlichen Teilen antisemitisch eingestellt gewesen, widersprach Baumann. Festzuhalten ist jedoch, dass beispielsweise die Tupamaros West-Berlin den bewaffneten Kampf unter anderem gegen „Zionismus“ offiziell propagierten. Das versuchte Bombenattentat am Jahrestag der Reichspogromnacht 1969 im Jüdischen Gemeindehaus Berlin ist Beweis für diese Strategie, die sich offenbar jedoch nicht nur gegen den Staat Israel, sondern gegen jüdische Bürger und Leben im Allgemeinen richtete. 

## Rolle im Prozess gegen Verena Becker
Baumann war ab dem Jahr 2010 Zeuge im Strafverfahren gegen Verena Becker wegen der Ermordung des Generalbundesanwalts Siegfried Buback 1977. Dabei kam er während des Prozesses auch mit dem Nebenkläger Michael Buback in Kontakt, der durch sein Buch Der zweite Tod meines Vaters das Verfahren mit seinen veröffentlichten Nachforschungen erst angestoßen hatte. Buback verdächtigt deutsche Geheimdienste, an der Ermordung seines Vaters beteiligt gewesen oder darüber zumindest vorher informiert gewesen zu sein – und dass die Bundesanwaltschaft in Verbindung mit deutschen Geheimdiensten den wahren Mörder gedeckt haben könnte, wobei laut Buback sehr vieles auf Becker hindeute. Baumann sagte in dem Prozess mehrfach aus, im Umfeld kam es im Rahmen eines Fernsehinterviews für 3 SAT Kulturzeit, die Michael Buback außerdem einen eigenen Weblog für seine Berichterstattung zum Prozess, auf ihrer Website zur Verfügung stellten, zu längeren Gesprächen mit Buback, mit dem er in mehreren Aspekten bezüglich der Einschätzung des Falles übereinstimmte.
Wolfgang Kraushaar, Autor des Buchs Verena Becker und der Verfassungsschutz, wies darauf hin, dass Anklage und Verteidigung nichts unterlassen hätten, um Baumann als Zeugen völlig unglaubhaft erscheinen zu lassen. So sei die Tatsache, dass sich Baumann in einem Drogenersatzprogramm befand, nicht erwähnt und der Unterschied zwischen Methadon und Heroin gar nicht erörtert worden. Kraushaar hatte den Eindruck, die Staatsanwaltschaft wolle zuvorderst, dass er als in seiner Wahrnehmungsfähigkeit eingeschränkt und insofern als unzuverlässig gelten würde: „Die Tatsache, dass man es in Baumanns Person mit jemandem zu tun hatte, der sich im Unterschied zu den meisten anderen Ehemaligen glaubwürdig vom Terrorismus distanziert, war im Übrigen keinerlei Erwähnung wert.“ Baumann selbst sagte dazu, er habe mehrfach das Gefühl gehabt, dass er der eigentliche Angeklagte sei, wenn er zur möglichen Rolle des Verfassungsschutzes befragt worden sei. Etwas Derartiges habe er „noch nie erlebt.“ Kraushaar meinte dazu, nach seiner und der Ansicht anderer Prozessbeobachter verteidige „der Staat die Angeklagte“. Es sei aber eine „Perversion des Rechtsstaats, wenn der Vertreter der Anklage insgeheim die Interessen der Angeklagten, in diesem Fall einer Exterroristin, vertritt“.

Grab von Bommi Baumann auf dem Friedhof St. Petri-Luisenstadt in Berlin-Friedrichshain. Gräberfeld U71 Reihe 36 Grab 02

## Weiterführende Informationen

### Veröffentlichungen
- Wie alles anfing. Trikont, München 1975, ISBN 3-920385-68-3 (Das Buch wurde verboten und „illegal“ mit Unterstützung zahlreicher Herausgeber vertrieben)
- Wie alles anfing. 30 Jahre „Deutscher Herbst“. Ein biografisches Dokument. Rotbuch, Berlin 2007, ISBN 978-3-86789-000-7.
- HiHo. Wer nicht weggeht, kommt nicht wieder. Frölich und Kaufmann im Hoffmann und Campe Verlag, Hamburg 1987, ISBN 3-455-08655-1.
- HIHO. Die abenteuerliche Flucht eines Ex-Terroristen. Panama Publications, Frankfurt am Main 2007, ISBN 978-3-936732-04-7.
- mit Till Meyer: Radikales Amerika. Wie die amerikanische Protestbewegung Deutschland veränderte. Rotbuch, Berlin 2007, ISBN 978-3-86789-010-6.
- mit Christof Meueler: Rausch und Terror. Ein politischer Erlebnisbericht. Rotbuch, Berlin 2008, ISBN 978-3-86789-036-6.